# Raggi delta
I raggi delta sono costituiti da elettroni secondari emessi a causa della ionizzazione degli atomi in un mezzo attraversato da particelle cariche. 
I raggi delta devono essere considerati nel calcolo della perdita di energia in un materiale, poiché influiscono sulla funzione di distribuzione di probabilità che descrive le fluttuazioni della perdita di energia, spesso chiamata "distribuzione di Landau".
Questi elettroni secondari sono spesso osservati in esperimenti di rivelazione di particelle, specie nelle camere a bolle, dove sono individuabili come tracce distribuite stocasticamente che fuoriescono dalla traiettoria principale della particella in esame.
L'espressione "raggio delta" non si riferisce mai al barione delta.